# 人類牙齒
人类牙齿的主要功能是通过牙齒切割和磨碎的方式来分解食物，并且为吞咽和消化作准备。人类共有四种不同类型的牙齿，即門齒、犬齒、前臼齿和臼齿。每种类型的牙齿有不同的用途。门齿用于切割食物，犬齿用于撕碎食物，臼齿用於碾碎食物。成年人牙齿的牙根是嵌入在上颌骨（上颌）以及下颌骨（下颌）的牙槽突，它们被牙龈覆盖。牙齿是由多重组织组成，具有不同的密度和硬度。
人类和其他哺乳动物一样，都是双套牙(列)哺乳动物。第一套牙（乳牙）通常在六个月大时长出，有些婴儿也会在生下时就有一颗或多颗可见的牙齿，即诞生齿（Natal teeth）。寻常的牙齿长出过程成为出牙（Teething），发生在婴儿六个月大时，并可能伴随着疼痛。

## 解剖学
口腔解剖学是解剖学下的一个分支，致力于研究牙齿的结构。牙齿的生长、出现、分类都包含在这个领域中，惟牙齿咬合不包括在内。口腔解剖学也是一门分类科学，其包含了对牙齿及其结构的命名。分类的目的是为了能让牙医轻易地鉴别牙齿及其结构。
解剖学上的牙冠是指在牙骨质-牙釉质交界处（cementoenamel junction ，CEJ）之上的被牙釉质包覆的部分。牙冠大部分由牙本质构成，内部为牙髓腔。牙冠一开始在牙龈内部，萌发后将会保持可见。解剖学上的牙根是指在牙骨质-牙釉质交界处之下，被牙骨质覆盖的部分。和牙冠一样，牙本质占据了牙根的绝大部分。犬齿和大部分前臼齿，除了上颌第一前臼齿之外，通常有一个牙根。上颌第一前臼齿和下颌臼齿通常有两个牙根。上颌臼齿通常有三个牙根。
人类通常有20颗乳牙和32颗恒牙。牙齿被分为门齿、犬齿、前臼齿和臼齿，门齿主要用来切割食物，犬齿用来撕咬，臼齿用来磨碎食物。
大多数牙齿的特征足以把它们和其他牙齿区别开来。牙位表示法被用来描述一颗特定的牙齿，常见的牙位表示法有FDI牙位表示法、帕尔默牙位表示法和通用记录法。FDI牙位表示法在世界范围内被广泛使用。

### 乳牙
乳牙共有20颗，上下颌骨各有10颗。由正中開始，依次是正门牙、侧门牙、犬齒、第一臼齿和第二臼齿。至約6歲起，乳齒會由門齒開始脫落，漸次更換為恆齒。
人類乳牙的齒列是2.1.0.22.1.0.2。

### 恒牙

通用记录法标注的成人牙齿。第1号牙齿是右上方的后（第三）臼齿。

恒牙共有32颗，上下颌骨各有16颗。人類恒牙的齒列是2.1.2.32.1.2.3。由正中開始，依次是2隻门牙、1隻犬齒、2隻小臼齿和3隻大臼齿。
恒牙使用牛耕式转行书写法依次排序。上颌骨牙齿包括上颌正门齿（右图使用通用记录法，指第8和第9号牙齿）、上颌侧门齿（7，10）、上颌犬齿（6，11）、上颌第一前臼齿（5，12）、上颌第二前臼齿（4，13）、上颌第一臼齿（3，14）、上颌第二臼齿（2，15）、上颌第三臼齿（1，16）。下颌骨牙齿包括下颌正门齿（24，25）、下颌侧门齿（23，26）、下颌犬齿（22，27）、下颌第一前臼齿（21，28）、下颌第二前臼齿（20，29）、下颌第一臼齿（19，30）、下颌第二臼齿（18，31）、下颌第三臼齿（17，32）。第三臼齿通常被称为智齿，有的人可能终身不会萌出。像第四或第五臼齿这样额外的牙齿十分罕见，它们通常被称作多生牙。牙齿的数量少于正常数量被称作牙发育不全。
男性和女性的牙齿差异很小。男性的牙齿和颌骨通常比女性的大。男性牙齿通常也会有更多的牙本质而女性则会有更多的牙釉质。

## 组成部分

### 牙釉质
牙釉质是身体中最坚硬并且高度矿化的组织。它起源于口腔外胚层，是组成牙齿的四种主要组织之一，其他三种分别为牙本质，牙骨质和牙髓。它通常可见，并被下层的牙本质支撑。96%的牙釉质由矿物质组成，水和有机物组成了剩下部分。正常的牙釉质颜色是淡黄或灰白。在牙齿的边缘通常在牙釉质下没有牙本质支撑，有时会呈现出轻微的蓝色。牙釉质是半透明的，所以在牙釉质之下的物质会影响牙齿的外观。牙釉质的厚度并非固定，通常在牙齿尖部最厚，厚达2.5毫米，而在边界处（即牙骨质-牙釉质交界处）最薄。牙釉质的磨损率通常为一年8微米。
组成牙釉质的主要矿物质是羟磷灰石，它是一种晶状的碳磷化合物。牙釉质绝大部分由矿物质组成不仅提供了它的硬度，也使它变得很脆。牙本质包含更少的矿物质同时也更柔韧，使它能够为牙釉质提供支撑。不像牙本质和骨头，牙釉质不含胶原蛋白。牙釉质生长所需要的蛋白质为ameloblastins, amelogenins, enamelins和tuftelins。这些蛋白质被认为为牙釉质的生长提供了框架支持。罕见的情况下牙釉质不会形成，使得下层的牙本质暴露在外。

### 牙本质
牙本质是牙釉质或牙骨质与牙髓腔之间的物质。由牙髓的成牙本质细胞所分泌。这种多孔的微黄色组织由70%的无机物，20%的有机物和10%的水分组成。

### 牙骨质
牙骨质是一种特殊的覆盖牙根的骨头，包被在牙根部牙本质表面，颜色较黄，硬度类似骨组织。

### 牙髓
牙髓位于牙齿中心，內部連接著血管和神經，是牙齒內唯一的軟組織。

## 生长

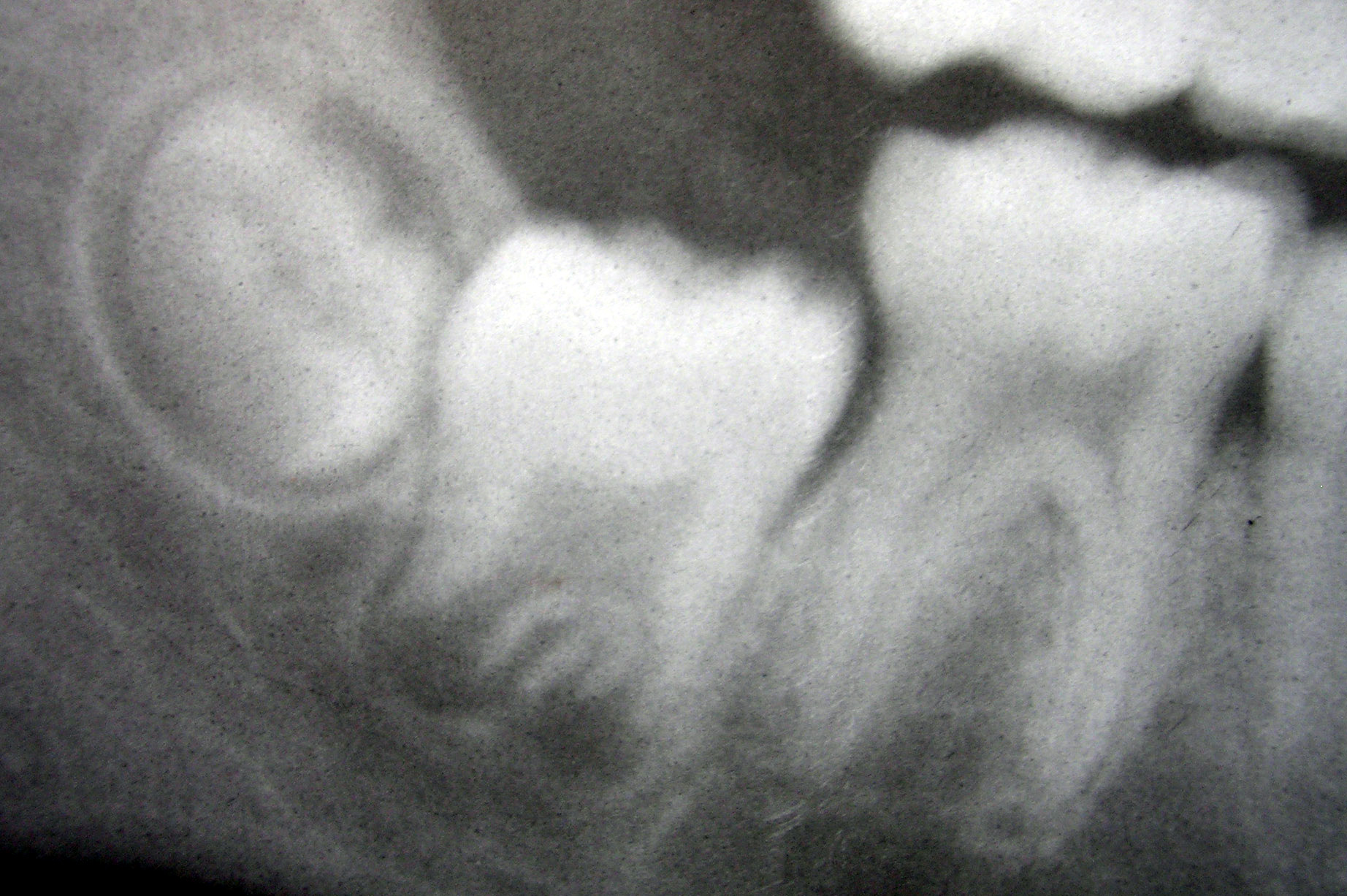
右下第一、第二、第三臼齿各处于不同发育阶段的X射线图片

牙齿发育是牙齿从胚胎细胞发育，生长，在口腔中萌发的复杂过程。虽然许多物种都有牙齿构造，但它们的牙齿发育普遍和人类相同。人类牙齿必须经过良好的胚胎发育阶段，才能发展出健康的口腔环境、牙釉质、牙本质、牙骨质及牙周组织。乳齿在胚胎发育六至八周之间开始形成，恒齿则在二十周时开始生长。错过这段时间牙齿便不会发育。

## 牙齿保护
口腔卫生是保持口腔清洁的做法，也是是一种预防龋齿、牙龈炎、牙周病、口臭和其他牙科疾病的手段。
清洁牙齿的目的是去除菌斑，其中主要是细菌组成。

## 修复
当一颗牙齿受损或被破坏后，可以通过多种治疗方法来修复缺失的结构。修复体可以由多种牙科修复材料制成，包括玻璃离子水门汀、牙科汞合金、黄金、牙科瓷以及牙科复合树脂等材料。 小型修复体放置在牙齿内部，称为“冠内修复体”。这些修复体可以直接在口腔内成型，或者可以使用失蜡法铸造，例如某些嵌体和高嵌体。当牙齿的大部分结构丢失时，可以制作“冠外修复体”，如牙冠或贴面，以恢复牙齿的完整性。

## 外部連結
- An article on the use of human tooth used as a neolithic pendant
- Implant Việt Nam （页面存档备份，存于）
- Tooth eruption chart （页面存档备份，存于）